# Coaching tree

Der Coaching tree von Bill Walsh brachte viele Head Coaches hervor, die den Super Bowl gewannen.

Eine Coaching tree (dt.: Trainerstammbaum) ist ein Stammbaum, der im American Football die Verhältnisse zwischen Head Coaches und ihren jeweiligen Assistenten ausdrückt. Der Grundgedanke ist, dass die Taktiken in der Offense sowie Defense so komplex sind, dass die jeweiligen Angestellten nur in der täglichen Arbeit mit dem Head Coach die jeweiligen Feinheiten begreifen. Wenn die Assistenten selbst Head Coaches werden, übernehmen sie häufig die Spielphilosophien ihrer Mentoren, so dass ihre Ideen sich wie in einer Familie „fortpflanzen“.
Ein häufiges Coaching-Tree-Verhältnis ist der zwischen Head Coach und seinem Offensive Coordinator bzw. Defensive Coordinator, aber auch der zwischen Head Coach und den anderen Assistenzcoaches (Quarterback-Coach, Lineman-Coach, Special-Teams-Coach u. v. m.) ist möglich.

## Beispiel
Der Coaching tree des dreifachen Super-Bowl-Gewinners Bill Walsh enthält viele erfolgreiche Head Coaches. Unter seinen Assistenzcoaches, die direkt unter ihm arbeiteten, gewannen Mike Holmgren und George Seifert ebenfalls den Super Bowl. Holmgren wiederum beschäftigte u. a. Andy Reid, den zweimaligen NFL-Coach des Jahres (2000 und 2002), dessen Assistent John Harbaugh ebenfalls den Super Bowl gewann. Seiferts ehemaliger Offensive Coordinator Mike Shanahan ist zweifacher Super-Bowl-Sieger. Weitere Assistenzcoaches von Walsh waren u. a. Paul Hackett und Dennis Green. Hackett wiederum war Mentor von Jon Gruden, und Green der von Tony Dungy und Brian Billick: sowohl Gruden, Dungy und Billick gewannen jeweils den Super Bowl. Dungy wiederum war der Mentor von Mike Tomlin, der ebenfalls diesen Titel gewann.
Bei Walsh ist die Coaching tree aus taktischer Sicht interessant, da er für seine innovative West Coast Offense bekannt war. Sowohl Seifert, Shanahan und Gruden gewannen ihre Super Bowls mit derselben Angriffstaktik, und sie wiederum trugen seine Ideen in die gesamte NFL. Walsh trug dazu bei, dass mit Dungy der erste afroamerikanische Head Coach den Super Bowl gewann.